# Матч за звание чемпиона мира по международным шашкам среди женщин 2018
Матч за звание чемпиона мира по международным шашкам среди женщин 2018 года проходил 19-30 ноября в Grand Hotel Kempinski (Рига, Латвия) между чемпионкой мира 2017 года Зоей Голубевой и чемпионкой мира 2016 года Наталией Садовской (Польша). Победу одержала Наталия Садовска, завоевав звание чемпионки мира во второй раз.
Призовые матча — 17 000 евро. Победитель получал 10 000 евро, проигравший 7000 евро. Если бы победитель определялся в тай-брейке, то призовые деньги делились бы поровну.

## Регламент матча
Соревнование прошло за девять игровых дней, каждый день игрался микроматч.
Первый поединок микроматча — игра с классическом контролем времени (1 час 20 минут + 1 минута на ход). При победе счёт игрового дня 12 : 0.
Если игра с классическом контролем времени завершалась вничью, то игралась партия в быстрые шашки (20 минут + 5 секунд на ход). При победе счёт игрового дня 8 : 4.
Если партия в быстрые шашки заканчивалась вничью, то игралась партия в блиц (5 минут + 3 секунды на ход). При победе счёт игрового дня 7 : 5.
Если все три партии закончились вничью, то счёт игрового дня 6 : 6.
Победитель определялся по сумме очков за 9 игровых дней. При счёте 54 : 54 титул получила бы спортсменка, имевшая лучший счёт по очкам в играх с классическом контролем времени. При равенстве — имевшая лучший счёт по очкам в играх в быстрые шашки. При равенстве и в этом случае должен проводиться тай-брейк до первой победы: первые четыре игры проводятся по быстрым шашкам (20 минут + 5 секунд на ход), далее по блицу (5 минут + 3 секунды за ход).
Матч прекращался досрочно, если одна из соперниц набирала более 54 очков.

## Результаты
| Место | Участница        | Рейтинг | День 1 | День 2 | День 3 | День 4 | День 5 | День 6 | День 7 | День 8 | День 9 | Счёт в матче |
| ----- | ---------------- | ------- | ------ | ------ | ------ | ------ | ------ | ------ | ------ | ------ | ------ | ------------ |
| 1     | Наталия Садовска | 2245    | 0      | 6      | 6      | 12     | 6      | 6      | 12     | 4      | 6      | 58           |
| 2     | Зоя Голубева     | 2233    | 12     | 6      | 6      | 0      | 6      | 6      | 0      | 8      | 6      | 50           |